# Capra (cognome)
Capra è un cognome di lingua italiana.

## Varianti
Cabras, Capranica, Caprara, Caprile, Caprilli, Caprin, Caprini, Caprioli, Capriolo, Capriotti, Capris, Capriuolo, Caproni, Capruzzi, Cavra, Cavrini, Cavrulli, Crava, Cravera, Cravetti, Craviotti.

## Origine e diffusione
Il cognome è tipicamente panitaliano.
Potrebbe derivare dal nome della capra, animale, e dai mestieri ad essa legati; potrebbe altresì legarsi a toponimi quali Capraia, Caprara, Caprera e Crava, tutti comunque legati al termine latino capra, "capra". È semanticamente affine ai cognomi italiani Bersani, Gioberti, Verbicaro e Zimmaro, al cognome francese Joubert e al cognome sardo Cabras.
Le varianti Cavra e Crava sono liguri, piemontesi e lombarde; Caprioli e Capriuolo sono campani; Capris è piemontese e ligure.

## Persone
- Galeazzo Capra – scrittore e politico italiano
- Giovanni Capra – calciatore italiano
- Giuseppe Capra – calciatore italiano